# Formazione degli Angra
Questa che segue è la lista di tutti i componenti della band progressive metal Angra, dagli esordi fino a oggi.
Attuale
- Fabio Lione – voce (2012-presente)
- Marcelo Barbosa - chitarra (2018-presente)
- Rafael Bittencourt – chitarra, tastiere (2000-presente), voce (2012-presente)
- Felipe Andreoli – basso, tastiere, cori (2001-presente)
- Bruno Valverde – batteria, percussioni (2014-presente)

Turnisti
- Daniel dos Santos – tastiera
- Marcelo Barbosa - chitarra (solo live) (2015-2018)

Ex-componenti
- André Linhares – chitarra (1991-1992)
- André Hernandes – chitarra (1992-1993)
- Andre Matos – voce, tastiera, pianoforte (1991-2000)
- Luís Mariutti – basso (1991-2000)
- Eduardo Falaschi – voce (2001-2012)
- Marcos Antunes – batteria (1991-1993)
- Ricardo Confessori – batteria (1993-2000, 2009-2014)
- Aquiles Priester – batteria, percussioni (2001-2008)
- Kiko Loureiro - chitarra, tastiere (1993-2017)

Timeline